# Michael Weber (Filmproduzent, 1967)
Michael Weber (* 29. Dezember 1967) ist ein deutscher Filmproduzent, vor allem bekannt durch die Filme Caché und Nirgendwo in Afrika

## Leben
Michael Weber ist Geschäftsführer der Weltvertriebsfirma The Match Factory, der Produktionsfirma Pola Pandora Film Produktions GmbH und Mitbegründer der Firma Match Factory Productions GmbH.
Michael Weber kam 1996 zur Abteilung Weltvertrieb der Bavaria Film Gruppe und wurde im April 2000 zum Geschäftsführer der Bavaria Media GmbH berufen.
Darüber hinaus koproduzierte Michael Weber u. a. Michael Hanekes Cannes Wettbewerbsbeiträge Code: unbekannt, Wolfzeit und Caché (Preis für die „Beste Regie“ in Cannes) und Caroline Links Nirgendwo in Afrika (Oscar-Gewinner in der Kategorie „Bester fremdsprachiger Film“).
Seit Anfang 2006 betreibt er seinen eigenen Weltvertrieb The Match Factory in Köln. Michael Weber gründete die Firma gemeinsam mit Karl Baumgartner und Reinhard Brundig von Pandora Film.
Unter den Regisseuren, die von The Match Factory GmbH vertreten werden, finden sich u. a. Aki Kaurismäki, Ari Folman, Fatih Akin, Tom Tykwer, Brillante Mendoza, Bent Hamer, Thomas Vinterberg, Eran Kolirin, Miranda July, Danis Tanovic und Apichatpong Weerasethakul.
Die Firma war außerdem Koproduzent von Pandora’s Box von Yeşim Ustaoğlu und Uncle Boonmee erinnert sich an seine früheren Leben von Apichatpong Weerasethakul, dem Gewinner der Goldenen Palme von Cannes 2010, sowie Koproduzent von ARAF von Yeşim Ustaoğlu sowie Stratos von Yannis Economides (Weltpremiere, Berlinale 2014).
2013 gründete er zusammen mit Viola Fügen die Firma Match Factory Productions GmbH.
2018 wurde er in die Academy of Motion Picture Arts and Sciences berufen, die jährlich die Oscars vergibt.

## Pola Pandora Filmproduktions GmbH
Für die Produktion des Films „Pola X“ von Leos Carax wurde 1999 die POLA PANDORA Filmproduktions GmbH ins Leben gerufen. Die Firma produzierte Gianni Amelios Le Chiavi di Casa (2003/04) und Jasmila Žbanićs On the Path (2009). THE EXCHANGE von Eran Kolirin feierte 2011 in Venedig Premiere. Die Pola Pandora produzierte den Leos Carax Film Holy Motors, der 2012 im Wettbewerb in Cannes lief.
Die ursprünglich von Karl Baumgartner und Reinhard Brundig und Rainer Teusner (Pandora Film) gegründete Firma bekam 2012 mit Michael Weber einen neuen Mitgesellschafter und Geschäftsführer.

## The Match Factory
Der Weltvertrieb The Match Factory hat es sich auf die Fahne geschrieben, das Beste aus dem Arthouse-Sektor auf den internationalen Markt zu bringen. Seit der Gründung 2006 arbeitet sie mit vielen Filmen aus allen Teilen der Welt, die eine eigene Handschrift tragen und eine Vision haben. The Match Factory hat über die Jahre stabile Beziehungen zu etablierten Regisseuren und Produzenten aufgebaut, während sie gleichzeitig nach vielversprechenden neuen Filmemachern Ausschau hält, die ein kraftvoller eigener Stil auszeichnet.
The Match Factory wurde von Michael Weber sowie Reinhard Brundig und Karl Baumgartner von Pandora Film gegründet, viele ihrer Filme wurden seither von den renommiertesten Filmfestivals mit Auszeichnungen geehrt: Esmas Geheimnis – Grbavica von Jasmila Žbanić (Goldener Bär, Berlinale 2006); Bahman Ghobadi erhielt seine zweite Goldene Muschel (San Sebastian 2006); Fatih Akins Auf der anderen Seite (Preis für das beste Drehbuch, Cannes 2007) und Ari Folmans Waltz with Bashir gewann 2009 den Golden Globe für den besten fremdsprachigen Film und wurde für den Academy Award für den besten fremdsprachigen Film nominiert.
2009 präsentierte The Match Factory Filme wie Der Staub der Zeit, Soul Kitchen, Zwischen uns das Paradies und Wüstenblume, basierend auf dem Weltbestseller. 2010 wurden Ajami – Stadt der Götter von Scandar Copti und Yaron Shani wie auch Eine Perle Ewigkeit von Claudia Llosa für den Academy Best Foreign Language Film nominiert. Bal – Honig von Semih Kaplanoğlu gewann bei der Berlinale den Goldenen Bären und Uncle Boonmee erinnert sich an seine früheren Leben von Apichatpong Weerasethakul gewann in Cannes die Goldene Palme.
2011 gewann Schlafkrankheit von Ulrich Köhler bei der Berlinale den Silbernen Bären für die Beste Regie und Wenn nicht wir von Andres Veiel den Preis der Gilde der deutschen Filmkunsttheater. Milagros Mumenthalers Abrir Puertas y Ventanas – Offene Türen, Offene Fenster erhielt den Goldenen Leoparden in Locarno und den Goldenen Leoparden für die beste Darstellerin, Maria Canale. The Match Factory brachte auch viele weitere Filme zur Uraufführung, unter anderem Aki Kaurismäkis Le Havre – Offizieller Wettbewerb Filmfestspiele von Cannes, Miranda Julys The Future – und im Wettbewerb der Berlinale 2011, Amir Naderis CUT – Eröffnungsfilm der Sektion Horizonte bei den Filmfestspielen Venedig 2011 und Yorgos Lanthimos Alpen – Offizieller Wettbewerb bei den Filmfestspielen Venedig 2011.
2012 brachte die Berlinale zwei Silberne Bären: Christian Petzolds Barbara (Beste Regie) und Bence Fliegaufs Just the Wind (Silberner Bär, Großer Preis der Jury) sowie den Alfred Bauer Preis für Miguel Gomes Film Tabu. Bei den Internationalen Filmfestspielen in Cannes präsentierte The Match Factory im Wettbewerb Sergei Loznitsas Im Nebel, Apitchatpong Wheerasethakuls neuen Film Mekong Hotel sowie Fatih Akins Dokumentarfilm Müll im Garten Eden. An ihrer Stelle von Rama Burshtein gewann den Volpi Pokal für die beste Darstellerin bei den Filmfestspielen in Venedig, und der erste saudi-arabische Spielfilm Das Mädchen Wadjda von Haifaa Al Mansour fand nach seiner Premiere in der Sektion Horizonte bei den Filmfestspielen in Venedig große Beachtung. Weitere Welturaufführungen waren Margarethe von Trottas Hannah Arendt oder Sally Potters Ginger & Rosa.
2013 war The Match Factory mit vier Filmen im Berlinale-Wettbewerb vertreten. Aus dem Leben eines Schrottsammlers von Danis Tanović erhielt zwei Silberne Bären (Bester Darsteller und Großer Preis der Jury), außerdem wurde der Film Prince Avalanche von David Gordon Green mit dem Silbernen Bären für die Beste Regie ausgezeichnet. Der Film The Broken Circle von Felix van Groeningen erhielt zahlreiche Preise, unter anderem den Panorama Publikums Preis und die Auszeichnung Label Europa Cinemas.
Weitere Filme von The Match Factory sind Omar von Hany Abu-Assad, Lunchbox von Ritesh Batra, The Owners von Agustín Toscano und Ezequiel Radusky, The Congress von Ari Folman, Vijay und ich – Meine Frau geht fremd mit mir von Sam Garbarski und Freuchtgebiete von David Wnendt.
2014 wurden The Broken Circle von Felix van Groeningen und Omar von Hany Abu-Assad offiziell für den Academy Best Foreign Language Film nominiert.
Bei den Filmfestspielen in Cannes desselben Jahres gewann White God von Kornél Mundruczó in der Kategorie Un Certain Regard, und Le Meraviglie von Alice Rohrwacher erhielt den Großen Preis der Jury. Alex Ross Perrys Listen up Philip gewann den Silbernen Leoparden – Spezialpreis der Jury in Locarno.
Weitere Weltpremieren auf Festivals waren in dem Jahr 2014 Jasmila Žbanićs Love Island und Dancing Arabs von Eran Riklis. Fatih Akins The Cut eröffnete den Wettbewerb in Venedig, wo The Match Factory ebenfalls Altman unter der Regie von Ron Mann, Bypass von Duane Hopkins und Sabina Guzzantis The State-Mafia Pact vorstellte. In Toronto wurden sowohl Christian Petzolds Phoenix sowie Ole Christian Madsens Itsi Bitsi und Tigers von Danis Tanović aufgeführt.
2015 hatte The Match Factory vier Titel im Wettbewerb der Berlinale, zwei davon gewannen einen Silbernen Bären: 45 Years von Andrew Haigh (Silberner Bär für den Besten Darsteller und die Beste Darstellerin), Victoria von Sebastian Schipper (Silberner Bär für herausragende Leistung), Andreas Dresens Als wir träumten und Sworn Virgin  von Laura Bispuri. Anna Muylaerts Sundance Award Gewinner The Second Mother erhielt den Panorama Publikumspreis.
The Match Factory hat neben den aktuellen Filmen auch die Klassiker der X-Filme-Sammlung und das Gesamtwerk von Aki Kaurismäki sowie ausgewählte Titel von Jim Jarmusch.

## Match Factory Productions GmbH
Match Factory Productions wurde 2013 von Michael Weber und Viola Fügen gegründet. Der Focus der Produktionsfirma liegt auf qualitativ hochwertigem Arthouse-Kino, angelehnt an den Filmen, wie sie der Weltvertrieb vertreibt.
Die erste Koproduktion der Match Factory Productions war Strator von Yannis Economides, der seine Premiere im Wettbewerb auf der Berlinale 2014 feierte. Weitere Produktionen sind der Debütfilm Sworn Virgin der italienischen Regisseurin Laura Bispuri, der im Wettbewerb der Berlinale 2015 seine Premiere hatte und die Koproduktion  Sunstrokesvon Gustavo Taretto mit der argentinischen Firma Rizoma Films. Cemetery of Splendour (von Apichatpong Weerasethakul, Gewinner der Goldenen Palme 2010) prämierte 2015 der Sektion Un Certain Regard vom Cannes Film Festival.
Auch The Olive Tree von Iciar Bollain, Superfluous Man von Kornél Mundruczó, Sicilian Ghost Story von Fabio Grassadonia und Antonio Piazza, Framing Mom von Sara Johnson und Beyond the Mountains and Hills von Eran Kolirin (Premier in Un Certain Regard in Cannes 2016) sind eine Auswahl der Match Factory Productions Filme.

## Filmografie (Auswahl)
- 2000: L’Amour
- 2002: Solino
- 2003: Wolfzeit
- 2004: Die Hausschlüssel (Le Chiavi di casa)
- 2004: Leben in mir
- 2005: Caché
- 2005: Die große Stille
- 2010: Uncle Boonmee erinnert sich an seine früheren Leben (Uncle Boonmee who can recall his past lives)
- 2014: Underdog
- 2015: Cemetery of Splendour (Love in Khon Kaen)
- 2019: Die Sehnsucht der Schwestern Gusmão (A Vida Invisível De Eurídice Gusmão)
- 2020: Der Masseur (Never Gonna Snow Again)
- 2021: Evolution
- 2021: Memoria
- 2023: Roter Himmel
- 2024: Harvest